# Tyrannosauroidea
Tyrannosauroidea („tyranosauroidi“) je název nadčeledi (nebo kladu) malých až obrovských dravých dinosaurů (teropodů). Do této skupiny patří jak vývojově odvození zástupci čeledi Tyrannosauridae, tak i jejich primitivnější příbuzní ze starších období. Tyranosauroidi žili v období jury a křídy zejména na pevninách Laurasie (severní polokoule). Jejich fosilní pozůstatky jsou dnes známy ze Severní Ameriky, Evropy a Asie, nejisté jsou fosilie objevené v Austrálii a Brazílii. Praví tyranosauridi se vyvinuli ze severoamerických tyranosauroidů pravděpodobně někdy v době před 90 až 85 miliony let (geologické věky turon až santon). Je možné, že do této skupiny spadal také klad Megaraptora.

## Popis
Tyranosauroidi byli bipední (po dvou nohách chodící) masožravci, kteří vykazovali některé specifické znaky (především ve stavbě lebky a pánve). Původně šlo o malé tvory s tříprstými předními končetinami, jejich rozměry se však s časem zvětšovaly. Spolu s tím se proporcionálně zmenšovaly také přední končetiny, a to až do podoby zakrnělých dvouprstých „ruček“ tyranosaura. Jeden z nejprimitivnějších zástupců skupiny, čínský rod Dilong dokonce vykazoval primitivní opeření na povrchu těla. To mohl být znak sdílený všemi primitivními tyranosauroidy. Vystupující kostěné hřebínky na lebkách mnohých tyranosauroidů sloužily zřejmě k signalizačním a komunikačním účelům. U vývojově pokročilejších tyranosauroidů se setkáváme s relativním zvětšováním mozku a zřejmě i s vývojem citlivějších smyslů (zejména čichu a zraku).
Výzkum také ukázal, že v ekosystémech obývaných velkými tyranosauridy byli patrně vytlačeni všichni menší a středně velcí teropodi, jejich evoluční niku přitom zabrali sami tyranosauridi, a to svými juvenilními až subadultními věkovými stadii. Některé druhy tyranosauridů mohly být gregarické, žily tedy ve společenských skupinách (případně i loveckých smečkách). Typické je také výrazné mohutnění lebky, která zejména v případě rodu Tyrannosaurus již umožňovala vyvinout extrémní sílu čelistního stisku, díky kterému mohl tento teropod drtit kosti.

## Velikost
Nejstarší tyranosauroidi z období střední jury dosahovali délky jen kolem 3 metrů (Proceratosaurus, Kileskus). Zhruba do 3 metrů dorůstal také pozdně jurský Guanlong a o necelé dva metry delší byl britský raně křídový rod Eotyrannus. Jakousi přechodnou formou byl v období turonu druh Timurlengia euotica, žijící před 92 miliony let na území Uzbekistánu. Stejně jako pozdější Appalachiosaurus z východu Severní Ameriky již dosahoval délky kolem 6 metrů. Menší byl nicméně druh Moros intrepidus, který žil v období cenomanu na území dnešního Utahu a dosahoval délky pouze lehce přes 3 metry. Pozdně křídové druhy pak byly největší a představovaly nepochybně dominantní predátory svých ekosystémů. Schopnost drtivého zákusu se vyvinula u většiny z nich, v případě pozdních tyranosaurinů pak dokonce i u nedospělých (subadultních) exemplářů. Albertosaurus, Gorgosaurus i Daspletosaurus mohli být dlouzí až kolem 9 metrů a jejich hmotnost se již pohybovala řádově v tunách. Ještě větší byl pak asijský Tarbosaurus a Zhuchengtyrannus s délkou těla přes 10 metrů a hmotností asi 4 až 6 tun. Nejpopulárnějším a největším tyranosauroidem vůbec byl však severoamerický Tyrannosaurus rex s délkou těla až 13 metrů a tělesnou hmotností zhruba 6 až 9 tun.

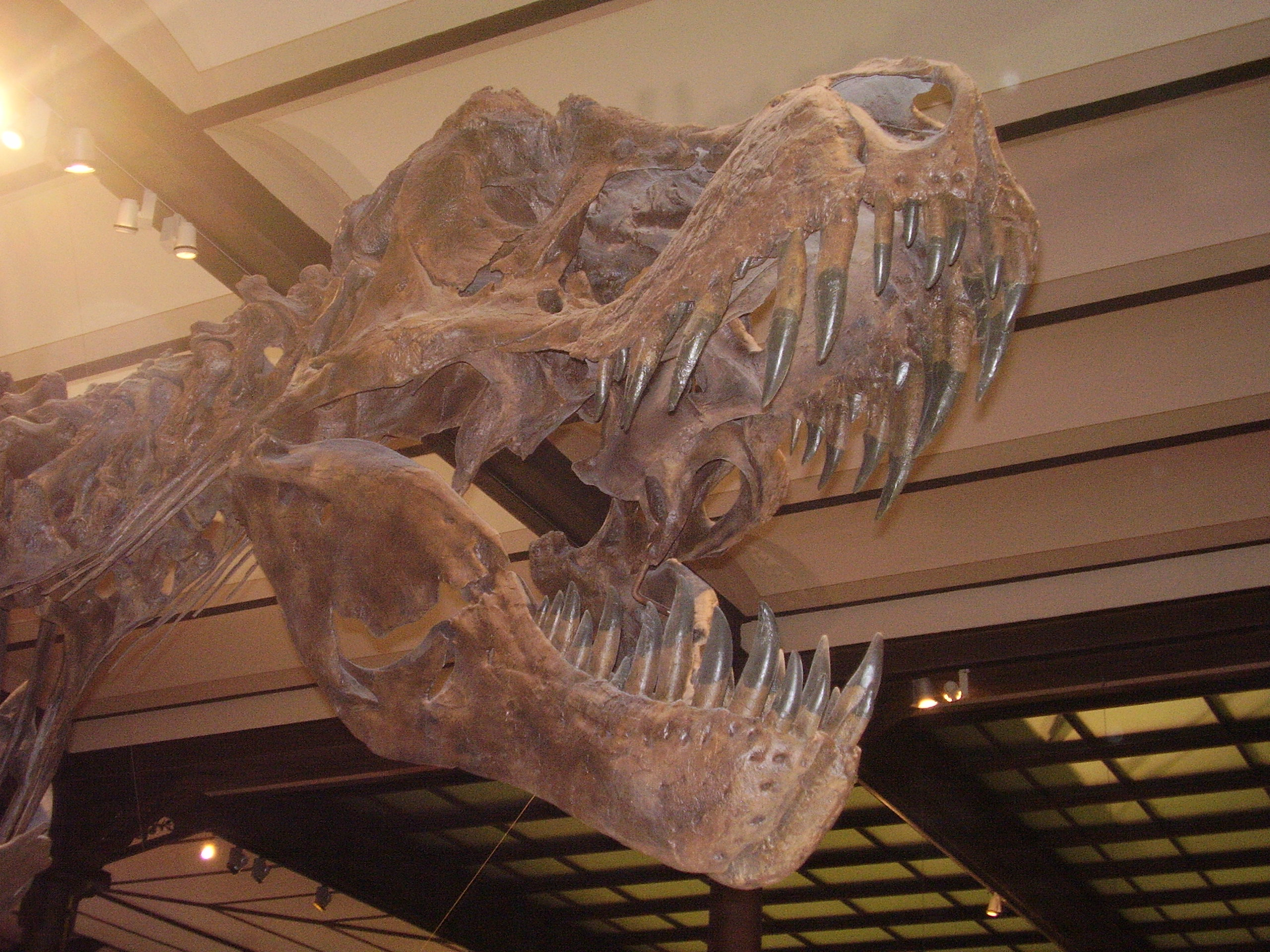
Tyrannosaurus rex „Stan“, Bruselské přírodovědecké muzeum.

## Zeměpisné rozšíření
V březnu roku 2010 byl oznámen objev možného prvního tyranosauroida, známého z jižních kontinentů. Jediným nálezem je 30 cm dlouhá stydká kost, objevená v lokalitě Dinosaur Cove na jihu Austrálie. Tyranosauroidem však mohl být také další australský teropod druhu Timimus hermani, považovaný původně za ornitomimosaura. Ukazuje se také, že mnohem víc druhů tyranosauroidů žilo v období svrchní křídy na dosud málo paleontologicky probádané Appalačii (území dnešního východu USA). Tito tyranosauroidi přitom představovali izolovanou a vývojově oddělenou větev teropodních dinosaurů. Vědecká studie publikovaná v září roku 2018 ukazuje, že tyranosauroidi byli celosvětově rozšířeným kladem (pro nějž autoři zvolili název Pantyrannosauria), přičemž obří zástupci ze Severní Ameriky a Asie představují vlastní klad, který dostal název Eutyrannosauria. Nové objevy ukázaly, že bazální tyranosauroidi se vyskytovali až do úplného konce křídy na území východu Severní Ameriky (Appalačie). Fosilie těchto teropodů (v podobě fragmentární stehenní kosti) z období přelomu spodní a svrchní křídy byly objeveny také na území amerického státu Idaho.
Fosilní zuby velkých tyranosauridů byly objeveny také na ruském Dálném Východě (v oblasti povodí řeky Amur), nedaleko čínských hranic. Zatím neznámé a formálně nepopsané druhy obřích tyranosauridů tu existovaly v období pozdního maastrichtu, asi před 69 až 66 miliony let (tedy na úplném konci druhohorní éry).
Fosilní zuby tyranosauroidů z období pozdní jury byly objeveny také v severovýchodní části Thajska, což geografické rozšíření této skupiny výrazně zvyšuje.

## Fyziologie a anatomie
Prokazatelné opeření těla bylo přímo zjištěno a prokázáno (k roku 2020) u dvou druhů čínských tyranosauroidů - je jím menší Dilong paradoxus a velký Yutyrannus huali. Druhý jmenovaný je s odhadovanou hmotností asi 1,4 tuny dokonce největším prokazatelným opeřeným tvorem všech dob.

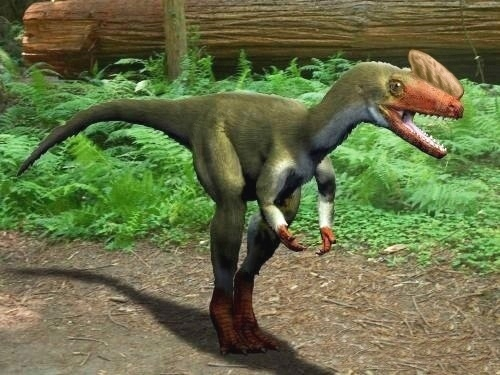
Rekonstrukce vzezření vývojově primitivního rodu Proceratosaurus.

Podle vědecké studie, publikované v roce 2009 je možné, že mnozí tyranosauridi trpěli obdobou současné trichomonózy, tedy onemocněním, způsobeným parazitickými prvoky. V současnosti tímto onemocněním trpí měkkozobí a hrabaví ptáci, potažmo dravci, u kterých je způsobeno prvokem bičenkou drůbeží (Trichomonas gallinae). U tyranosaurů, daspletosaurů a albertosaurů bylo toto onemocnění diagnostikováno na základě výrazných lézí (kruhových otvorů) na čelistech.
Detailní výzkum síly čelistního stisku tyranosauroidů, publikovaný v roce 2023 dokázal, že spolu s rostoucími rozměry se nezávisle ještě více zesilovala schopnost drtivého stisku, jehož vrcholným projevem byly enormně mohutné čelisti druhu Tyrannosaurus rex, schopné drtit i pevnou kostní hmotu jiných velkých obratlovců.
Proceratosauridi i vyspělejší zástupci tyranosauroidů byli patrně velmi hbitými a rychle se pohybujícími predátory. V roce 2025 byla publikována odborná práce o fosilní sérii stop z Číny, která mohla být vytvořena právě mladým jedincem (odrostlejším mládětem tyranosaurida druhu Yutyrannus huali s výškou hřbetu 1,13 až 1,35 metru). Série má délku téměř 70 metrů a její původce zde kráčel průměrnou rychlostí 5,3 km/h (1,5 m/s). Jednalo se ale o velmi hbitého a rychlého tvora, jehož maximální rychlost běhu mohla dle výpočtů dosáhnout až 58,7 km/h (16,3 m/s).

## Dějiny výzkumu
Tato skupina teropodních dinosaurů byla pro vědu objevena v roce 1856, kdy geolog Ferdinand Vandeveer Hayden odkryl na území současné Montany zuby velkého tyranosaurida (zřejmě albertosaura nebo gorgosaura). Dnes předpokládáme, že mohlo jít o fosilní dentici jakéhosi albertosaurina, snad rodu Albertosaurus nebo Gorgosaurus. Lepší pochopení této skupiny však přišlo až na přelomu 19. a 20. století s kompletnějšími objevy lépe zachovaných exemplářů. Dnes již známe řádově několik desítek druhů těchto druhohorních predátorů, mnoho z nich bylo přitom formálně popsáno až po roce 2010.
Více o historii výzkumu skupiny v heslu Časová osa výzkumu tyranosauroidů.

## Validita taxonu
Ačkoliv název nadčeledi Tyrannosauroidea i čeledi Tyrannosauridae je běžně používán a nehrozí jeho zapomenutí nebo nahrazení jiným názvem, v roce 2020 byl podán návrh k jeho konzervaci v rámci ICZN (Mezinárodní komise pro zoologickou nomenklaturu).

## Klasifikace
Nadčeleď TYRANNOSAUROIDEA
- -  ?Bagaraatan
  -  ?Calamosaurus
  -  ?Diplotomodon
  -  ?Iliosuchus
  - Khankhuuluu
  -  ?Labocania
  - Appalachiosaurus
  -  ?Embasaurus
  -  ?Santanaraptor
  - Timurlengia
  - Xiongguanlong
  - Moros
- Čeleď Coeluridae
  - Coelurus
  - Tanycolagreus
- Čeleď Dryptosauridae
  - Dryptosaurus
  - Alectrosaurus
- Čeleď Proceratosauridae
  - Dilong
  - Yutyrannus
  - Guanlong
  - Kileskus
  -  ?Ngexisaurus
  - Proceratosaurus
  - Sinotyrannus
- Čeleď Stokesosauridae
  - Aviatyrannis
  - Eotyrannus
  - Jinbeisaurus
  - Juratyrant
  - Stokesosaurus
  - Suskityrannus
- Čeleď Tyrannosauridae
  - Albertosaurus
  - Aublysodon
  - Bistahieversor
  -  ?Chingkankousaurus
  -  ?Teihivenator
  -  ?Deinodon
  - Gorgosaurus
  - Lythronax
  - Dynamoterror
  -  ?Nanotyrannus[30]
  -  ?Raptorex
  - Tarbosaurus
  - Teratophoneus
  - Asiatyrannus[31]
  - Nanuqsaurus
  - Tyrannosaurus
- Tribus Daspletosaurini
  - Daspletosaurus
  - Thanatotheristes
- Tribus Alioramini
  - Alioramus
  - Qianzhousaurus

### Česká literatura
- Socha, Vladimír (2019). Legenda jménem Tyrannosaurus rex. Pavel Mervart, ISBN 978-80-7465-369-8.